# Игумново (городской округ город Дзержинск)
Игу́мново — посёлок в составе городского округа Дзержинск Нижегородской области России, входящий в административно-территориальное образование сельсовет Бабино.

## Этимология
Название связано с саном настоятеля монастыря — игуменом, которым была заложена деревня.

## История
15 июня 1548 года деревня Игумново с прилегающими деревнями была пожалована Иваном IV игумену Троице-Сергиева монастыря Ионе, только не напрямую, а для приписного Благовещенского Киржачского монастыря. По преданию, земля начала заселяться трудниками монастыря, направленными на разработку болотной руды. Многие разбежались, а те, кто остался, построили дома вверх по реке. Так и возникла деревня.
Деревня располагалась в Стрелице, как в документах XIV века называлась территория, лежавшая напротив Нижнего Новгорода в междуречье рек Оки и Волги.
Во второй половине XIV века в составе северной части Стрелицы Игумново перешло в формировавшийся в то время Балахнинский уезд.
В 1764 крестьяне деревни перешли из монастырской собственности в государственную.
В ревизской сказке 1784[уточнить] года значится:

Игумново положение имеет на суходоле, а дачами простираетца по разным речкам, ручьям, по озерам и при речке Волосановке, на которой состоит мельница.
Волосановка об одном поставе, состоящая в общем владении бригадира Кругликова и коллежскаго асессора Алябьева, которая действие имеет во весь год. Земля вышеписанным села и деревень качество имеет пещаное и местами иловатое. Из посеянного на ней хлеба лутчи радитца рожи пшеница, а протчия семена неурожаемые за потоплением вешнею водою. Сенные покосы посредственны. Лес ростет строевой и дровяной: сосновой, еловой. березовой, осиновой и ольховой, которай в отрубе в семь и шесть вершков, вышиною в 7 и 8 сажен. В нем звери: медведи, волки, заицы, лисицы, птицы — тетерева, рябчики, скворцы, чижи, щеглы, синицы. Крестьяне промысел имеют отъездом в город Астрахань для рыбных ловель, а протчия мимо протекающих дач рек рыбною ж ловлею, некоторые хлебопашеством. Женщины сверх полевой работы упражняютца в рукоделиях, прядут лен, шерсть, ткут холсты и сукна для своего употребления. Жители водою довольстуютца из колодизь и озер, которая как им так и скоту здорова.

В «Списке населенных мест» Нижегородской губернии по данным за 1859 год значится как казённая деревня при колодцах Чернорецкой волости Балахнинского уезда в 50 верстах от уездного города Балахна. В деревне насчитывалось 46 дворов и проживало 322 человека (151 мужчины и 171 женщина).
С 1929 года в составе Бабинского сельсовета.
С 1942 года в составе Бабинского поселкового Совета депутатов трудящихся.
С 1977 года в составе Бабинского поселкового Совета народных депутатов.
С 2005 года в составе преобразованного Бабинского сельсовета.
С 2008 года в составе городского округа Дзержинск.

### В годы Великой Отечественной войны
В годы войны в поселке располагалась военная комендатура и зенитные батареи, обстреливавшие вражеские самолет с крыши гостиницы на заводской площади. В октябре 1941 произошел взрыв на «Заводстрое» в цехе, производящем иприт. Это привело к отравлению многих жителей поселка. 5 ноября 1941 года на Завод № 96 были сброшены две фугасные бомбы. Одна взорвалась у цеха изопропилового спирта, образовав воронку.

## Физико-географическая характеристика
Посёлок расположен в юго-восточной части городского округа, к югу от восточной промзоны, у берега реки Оки. Сформировался на границе промышленной зоны как рабочий посёлок, перемежающийся массивами коллективных садов.
Игумновское участковое лесничество является частью Дзержинского городского лесничества, составляет 7850 га и состоит из 112 кварталов. Территория лесничества относится к району хвойно-широколиственных (смешанных) лесов европейской части Российской федерации. Часть лесов расположена в государственном природном заказнике «Балахнинский».
Здание Игумновского лесничества располагалось в доме Чернорецкой лесной дачи. Дом по праву считается самым старым строением Дзержинска, уцелевшим с XIX века. В настоящее время дом в частной собственности, капитально перестраивается и видоизменяется, утрачивая архитектурную достопримечательность.
В 99-м квартале Игумновского лесничества под номером 1/1860 (литера 1П) находится опора ЛЭП НиГРЭС конструкции инженера Шухова В. Г., известная как Шуховская башня на Оке, является предметом охраны объекта культурного наследия регионального значения.

## Население
| 2010 |
| ---- |
| 1162 |

### Садовые товарищества
После вхождения поселка в городской округ, садовые участки находятся в удобном и комфортном расположении.
На территории поселка действуют садовые товарищества Ивушка, Рассвет, Трудовик, Луч, Восход, Малыш, Мечта, Ока, Учитель, им. Тимирязева, Энергетик-1, Химмаш-1, Монтажник-1.

## Инфраструктура
В поселке нет школы, поликлиники, аптеки, детского сада, церкви. Почтовое отделение 606020. Магазин N92 «Авокадо» работает до 19ч. Пункт выдачи заказов OZON.
Игумновское кладбище находится на Ляхановке 52а.
Игумновский мост — самый используемый путепровод и промышленный виадук Дзержинска. Пожарная часть № 213 (бывшая ПЧ13). Игумновский наркологический диспансер.
На другой стороне шоссе расположен поселок Петряевка. В поселке действует медпункт и библиотека. Церковь в честь мучеников и исповедников Михаила, князя Черниговского и болярина его Феодора, чудотворцев.
В Игумново действует Местная религиозная организация «ЦЕРКОВЬ ХРИСТА СПАСИТЕЛЯ» ЕВАНГЕЛЬСКИХ ХРИСТИАН-БАПТИСТОВ г. Дзержинска Нижегородской области.

## Экономика

### Игумновская ТЭЦ
В 1939—2011 годах Игумновская ТЭЦ входила в состав энергосистемы Нижегородской области. В 2012 году была приобретена группой компаний «Синтез ОКА» и переведена в режим промышленной котельной, что позволило производственному комплексу группы и другим предприятиям химического кластера города Дзержинска продолжить работу и реализацию перспективных планов развития.

### Дзержинское оргстекло
Завод функционировал с 1939 года и являлся градообразующим предприятием посёлка. В 2015 году предприятие было признано банкротом.

### Дзержинскхиммаш
(Игумновский завод металлоконструкций, с 1945 г.) — одно из ведущих предприятий отрасли, специализирующееся на производстве оборудования для химической, нефтехимической, микробиологической, пищевой, газоперерабатывающей и других отраслей промышленности.

## Образование и культура

### Библиотека
22 декабря 1953 года в поселке Игумново торжественно открылась детская библиотека № 2. Находилась она в финском домике и занимала квартиру площадью 38 м². Одну комнату занимал читальный зал, другую — абонемент. В маленькой кухне можно было попить чай.
На 1 января 1954 года книжный фонд составлял 2615 экземпляров книг. Число читателей было 138 человек.
В апреле 1954 года библиотека переехала в новое помещение в городе Дзержинске в дом № 6 по ул. Щаденко. С 1974 года располагается на Пожарского д.1.

### Школа
В Архиве значится дело о постройке школы в Игумнове 14 августа 1913 года.

## Экология
С 2021 года несколько объектов[каких?], по приказу министра природных ресурсов и экологии РФ перестали нести угрозу экологии.

### Игумновский полигон
см. Игумновский полигон

### Белое море
К моменту рекультивации количество накопленных отходов насчитывало 3,940 млн м³. Изначально это был заводской шламонакопитель, находящийся на балансе Дзержинского завода «Капролактам» (который впоследствии был куплен небезызвестным «Сибуром»). С 1973 года завод сбрасывал сюда вредные щелочные отходы, а когда в 2013 году на заводе закрыли последний цех, где производился хлор и хлорорганические продукты, сброс стоков в «Белое море» прекратился и встал вопрос о ликвидации объекта.

### Черная дыра
В настоящий[какой?] момент объект представляет собой трехслойную структуру. Этот объект не принадлежал никому. Несанкционированная свалка в этом месте появилась в карстовом котловане с 1977 года, и очень долго никто на нее не обращал внимания. Первый раз информация о «Черной дыре» была опубликована в федеральном экологическом государственном докладе в 1996 году.

### Канал Волосяниха
Когда-то река Волосяниха превратилась в канал для сброса отходов с химических предприятий.
Канал огибает шламонакопитель Белое Море. Следует вдоль третьей террасы Оки. Пересекает Портовое шоссе, протекая под автомобильным мостом. Далее следует естественным руслом до Химмашевского шоссе. Там принимает левый приток из болот, примыкающих к районным очистным сооружениям. Дальше делает поворот и течёт вдоль Химмашевского шоссе, впадая в озеро Заразное. Из которого вытекает в систему Гавриловских озёр, служащих системой очистных сооружений.
Служит открытым коллектором сточных вод Капролактама на этом участке русла.
Принимает избыток вод из болот между Игумновской горой и Игумново. А так же болот между Петряевкой и Игумновской ТЭЦ.
Кроме автомобильного моста, имеет пешеходные мостики на грунтовой дороге от Петряевки к ТЭЦ и от Юрьевца-2 к Химмашевскому шоссе. И затем под Химмашевским шоссе в сторону Гавриловских озёр, примечательных буйной водной растительностью изумрудного цвета. Что говорит о большом содержании минеральных питательных веществ, которые приносятся Волосянихой.

## Транспорт
Севернее посёлка располагается железнодорожная станция Игумново Горьковской железной дороги. Автобусный маршрут 107 следует по маршруту Игумново — автовокзал Дзержинска. Пригородные маршруты 105 и 106 проходят рядом с посёлком. Вдоль поселка тянется Портовое шоссе, ведущее в грузовой район к пристани Бабинского затона.
В 41 км от поселка находится международный аэропорт «Стригино».
Узкоколейная железная дорога
В 1939 году для доставки соли на химический завод «Капролактам» была построена узкоколейная железная дорога. После 2013 года была демонтирована в связи с закрытием соляного предприятия.

## Известные люди
Зайцев, Алексей Никифорович — актер театра и кино.
Сухарев, Евстафий Андреевич — командир звена 686-го штурмового авиационного Севастопольского полка. Герой Советского Союза.
Самохвалов, Михаил Андреевич — лучший работник Игумновской ТЭЦ.
Хабарский (Сметанин) Михаил Алексеевич (04.11.1868-22.12.1969) — старец, врачеватель. Жил и похоронен в Игумново.
В поселке располагались дачи радиоизобретателя Александра Попова и писателя Владимира Короленко

## Уличная сеть
- 1-я линия
- 2-я линия
- 40 лет Октября
- Болотный пер.
- Городская
- Дружбы
- Зенитный пер.
- Кутузова
- Ляхановка
- Лазо
- Октябрьская
- Озёрная
- Павлика Морозова
- Садовая
- Суворова
- Толстого
- Федеративная
- Чапаева пер.
- Школьная
- Широкий пер.